# Islam en Gambie

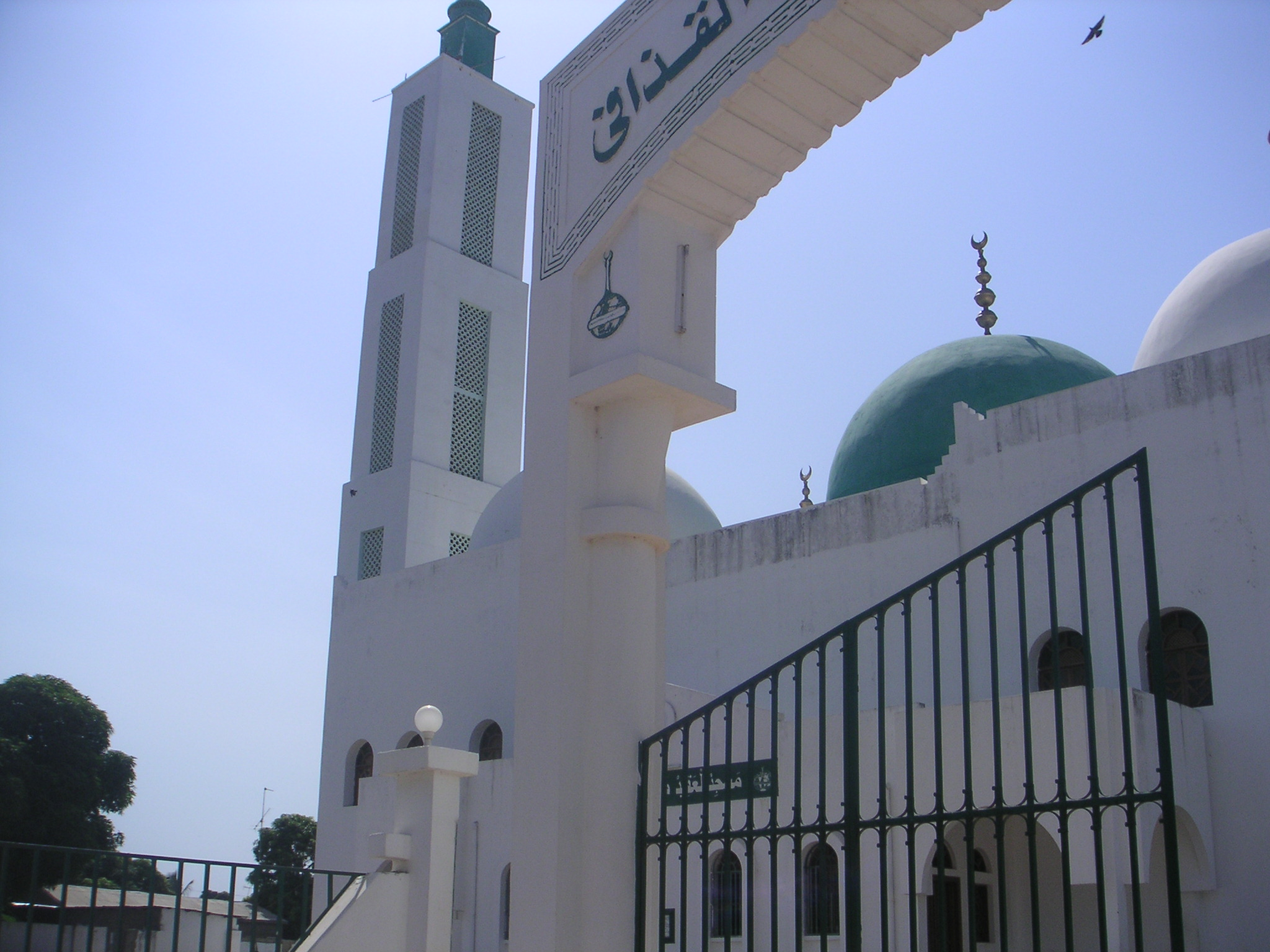
La mosquée de Serekunda.

La population de la Gambie est musulmane à 90 %. Il existe aussi différentes confessions chrétiennes, et des religions traditionnelles.

## Histoire
Pendant la colonisation britannique, qui commença en 1816, la population gambienne a largement augmenté, avec l'influence des missionnaires musulmans. Depuis le coup d'État de 1994, la République de Gambie enclenche un processus de démocratisation. La tradition de liberté religieuse et de pluralisme religieux dont le pays a hérité de l'époque coloniale participe à ce processus.

## L'Islam actuel
L'islam sunnite de Gambie est très uni. Néanmoins, certaines pratiques tribales ne correspondent pas à l'islam orthodoxe, comme le maraboutisme, très présent. De plus, les musulmans gambiens attachent une grande importance à Jésus (Esar).
Au sein de l'Islam, il existe plusieurs minorités : la communauté ahmadiyya, qui vient du Pakistan, les musulmans Tijani, les musulmans soufis de Bai Faal, les mourites, et d'autres mouvements musulmans hétérodoxes.

## République islamique
Le président Gambien Yahya Jammeh a déclaré vouloir faire de la Gambie une république islamique, mais garder certains droits pour les minorités. Mais le nouveau président Adama Barrow abolit cette "république islamique" ; et la Gambie redevient "la république de Gambie" le 29 janvier 2017 